# Phaeoura sperataria
Phaeoura sperataria är en fjärilsart som beskrevs av Walker 1860. Phaeoura sperataria ingår i släktet Phaeoura och familjen mätare. Inga underarter finns listade i Catalogue of Life.